# 390 (číslo)
Tři sta devadesát je přirozené číslo, které následuje po čísle tři sta osmdesát devět a předchází číslu tři sta devadesát jedna. Římskými číslicemi se zapisuje CCCXC a řeckými číslicemi τϟ.

## Matematika
390 je:
- Abundantní číslo
- Nešťastné číslo
- Součet čtyř po sobě jdoucích prvočísel (89 + 97 + 101 + 103)

## Astronomie
- (390) Alma je planetka hlavního pásu, kterou objevil v roce 1894 Guillaume Bigourdan

## Doprava
- Silnice II/390 je česká silnice II. třídy vedoucí na trase  – Budišov –  – Osová Bítýška –  přerušení – Drahonín –  – Nedvědice[1][2]

## Roky
- 390
- 390 př. n. l.